# Fernainé
La famille Fernainé ou Fernaineh, Ferneineh, est une famille éminente grecque-orthodoxe libanaise. C'est l'une des sept familles aristocratiques beyrouthines : les Bustros, Dagher, Hasbini, Fayad, Sursock, Trad, Kouadri et Tuéni, qui étaient propriétaires féodaux à l'époque ottomane.
Les terres que possédaient autrefois les Fernainé avec ces autres familles forment aujourd'hui le quartier d'Achrafieh. Sous le mandat français, les terres sont loties et des routes tracées dans les années 1930.

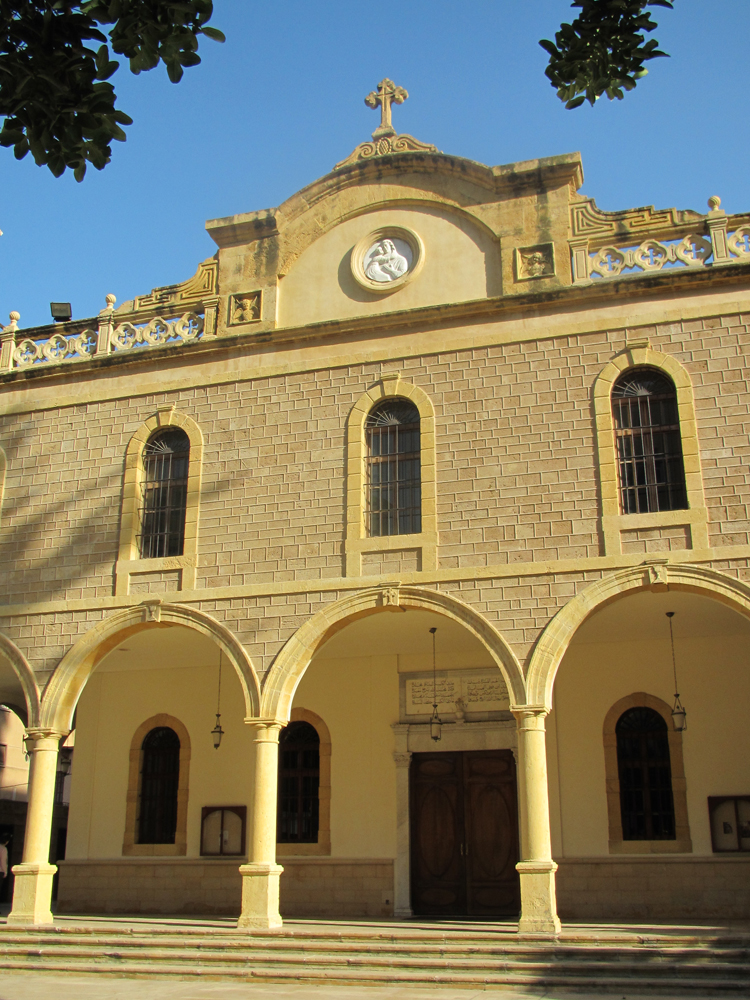
Église de l'Annonciation d'Achrafieh.

L'église de l'Annonciation, de rite grec-orthodoxe, est construite à Achrafieh en 1927 par Neguib Fernainé. Neguib Fernainé avait été forcé d'émigrer en Égypte pendant la Première Guerre mondiale afin d'échapper au pouvoir ottoman. À son retour, il fait don d'une parcelle de terrain pour faire construire cette église. La rue Fernainé d'Achrafieh lui doit son nom.